# Heliura hagmanni
Heliura hagmanni är en fjärilsart som beskrevs av Hans Zerny 1931. Heliura hagmanni ingår i släktet Heliura och familjen björnspinnare. Inga underarter finns listade i Catalogue of Life.